# Tonelagee
Tonelagee är ett berg i republiken Irland.   Det ligger i grevskapet Wicklow och provinsen Leinster, i den östra delen av landet, 30 km söder om huvudstaden Dublin. Toppen på Tonelagee är 818 meter över havet, eller 214 meter över den omgivande terrängen. Bredden vid basen är 2,2 km. Tonelagee ingår i Wicklowbergen.
Terrängen runt Tonelagee är huvudsakligen kuperad.Runt Tonelagee är det glesbefolkat, med 9 invånare per kvadratkilometer. Närmaste större samhälle är Blessington, 16,4 km nordväst om Tonelagee. I omgivningarna runt Tonelagee växer i huvudsak blandskog.